# Мятлевы
Мя́тлевы — древний дворянский род.
Род внесён в Бархатную книгу. При подаче документов (01 февраля 1686) для внесения рода в Бархатную книгу была предоставлена родословная роспись Мятлевых. Проверяя родословную роспись Палата родословных дел приобщила: выписку из старинного родословца о Мятлевых, родословную роспись однородцев Бутурлиных и были затребованы сведения у родов происходящих от Ратши о происхождении Мятлевых (10 июня 1687).
Род внесён в VI часть родословных книг: С-Петербургской и Костромской губерний.

## Происхождение и история рода
Происходит от "мужа честна" Радши, родоначальника Бутурлиных, Пушкиных, Мусиных-Пушкиных и многих других.
Потомок Радши (XI-м колено), Слизнев, Григорий Иванович, по прозванию Мятель, был родоначальником Мятлевых. Семён Григорьевич Мятлев воевода правой руки войск в Литовском походе (1519). Иван Мятлев воевода в Чебоксарах (1556), Рославле (1563). Контр-адмирал Василий Алексеевич в середине XVIII века занимал должность сибирского губернатора. Его сын Пётр (1756—1833) возглавлял в правление Павла I ассигнационный банк, разбогател после брака с наследницей последнего графа Салтыкова. Их сын Иван (1796—1844) — поэт-любитель, автор романсов и юмористических куплетов.
Усыпальница Мятлевых при ризнице Сергиевой пустыни была уничтожена в 1930-е годы вместе с монастырским кладбищем. Видны только фундаменты.

## Описание герба
В Гербовнике Анисима Титовича Князева имеется печать с изображением герба сенатора, кавалера ордена святого Александра Невского Петра Васильевича Мятлева, женатого на графине Прасковьи Ивановне Салтыковой. Герб не имеет ничего общего с официально утвержденным гербом и иконографически и семантически данный герб Мятлевых восходит к более раннему гербу графов Мусиных-Пушкиных: щит, имеющий серебряное поле, диагонально, с нижнего правого в верхний левый угол, разделен серой лестницей, на две части. В верхней части, изображены два коричнево-серых шара. В нижней части, шестиконечная коричнево-серая звезда. Щит увенчан дворянским шлемом (корона и клейнод отсутствуют). Нашлемник: из дворянского шлема выходит вверх поднятая рука в латах с мечом. Цветовая гамма намёта не определена. Справа и слева от шлема орлиные крылья и над ними две шестиконечные звезды.

## Известные представители
- Мятлев Иван Сергеевич — стольник патриарха Филарета (1627-1629), московский дворянин (1636).
- Мятлевы: Иван Сергеевич Большой и Меньшой — московские дворяне (1636-1640).
- Мятлев Афанасий Иванович — московский дворянин (1662-1677).
- Мятлевы: Яков Афанасьевич и Карп Иванович — стряпчие (1692).
- Мятлев Пётр Афанасьевич — стольник (1688-1692)[6].